# Västra Frölunda IF
Västra Frölunda Idrottsförening is een Zweedse sportvereniging uit Göteborg voor verschillende sporten, waaronder bowling, handbal en voetbal. De club is in januari 1930 opgericht, en is vooral bekend vanwege zijn jeugdopleidingen. Van 1944 tot 1984 had de club eveneens een ijshockeyafdeling, maar deze ging in 1984 separaat verder als Västra Frölunda HC en in 2004 de naam Frölunda HC aannam.
De voetbalafdeling van Västra Frölunda heeft tien seizoenen op het hoogste niveau gespeeld, waar ze in 1998 met de vijfde plaats hun beste resultaat bereikten. Maar tegenwoordig spelen ze in de Division 2, het derde niveau van Zweden.
De vereniging speelt haar wedstrijden in Ruddalens IP.

## Eindklasseringen
| 9 |

| 7 |

| 11 |

| 14 |

| 8 |

| 1 |

| 5 |

| 7 |

| 14 |

| 9 |

| 3 |

| 5 |

| 11 |

| 16 |

| 4 |

| 3 |

| 8 |

| 10 |

| 12 |

| 9 |

| 11 |

| 6 |

| 7 |

| 2 |

| 5 |

| 7 |

| 2 |

| 1 |

| 2 |

| 11 |

| 4 |

| 2 |

| Allsvenskan |

| Superettan |

| Division 1 |

| Division 2 |

| Division 3 |

| Allsvenskan |

| Superettan |

| Division 1 |

| Division 2 |

| Division 3 |

## In Europa
#R = #ronde, T/U = Thuis/Uit, W = Wedstrijd, PUC = punten UEFA coëfficiënten .
Uitslagen vanuit gezichtspunt Västra Frölunda IF
| Seizoen | Competitie    | Ronde | Land                           | Club               | Totaalscore | 1e W    | 2e W    | PUC |
| ------- | ------------- | ----- | ------------------------------ | ------------------ | ----------- | ------- | ------- | --- |
| 2000    | Intertoto Cup | 1R    | Vlag van Bosnië en Herzegovina | NK Zrinjski Mostar | 2-2 u       | 1-0 (T) | 1-2 (U) |     |
|         |               | 2R    | Vlag van Noord-Macedonië       | FK Pelister Bitola | 1-3         | 1-3 (U) | 0-0 (T) |     |

## Bekende spelers
- Sven-Göran Eriksson
- Hans Blomqvist
- Dan Ekner
- Kaj Eskelinen
- Teddy Lucic
- Niklas Skoog